# Aeschynomene scabra
Aeschynomene scabra är en ärtväxtart som beskrevs av George Don jr. Aeschynomene scabra ingår i släktet Aeschynomene och familjen ärtväxter. Inga underarter finns listade i Catalogue of Life.